# Oreoceryx aenea
Oreoceryx aenea là một loài bướm đêm thuộc phân họ Arctiinae, họ Erebidae.